# America the Beautiful

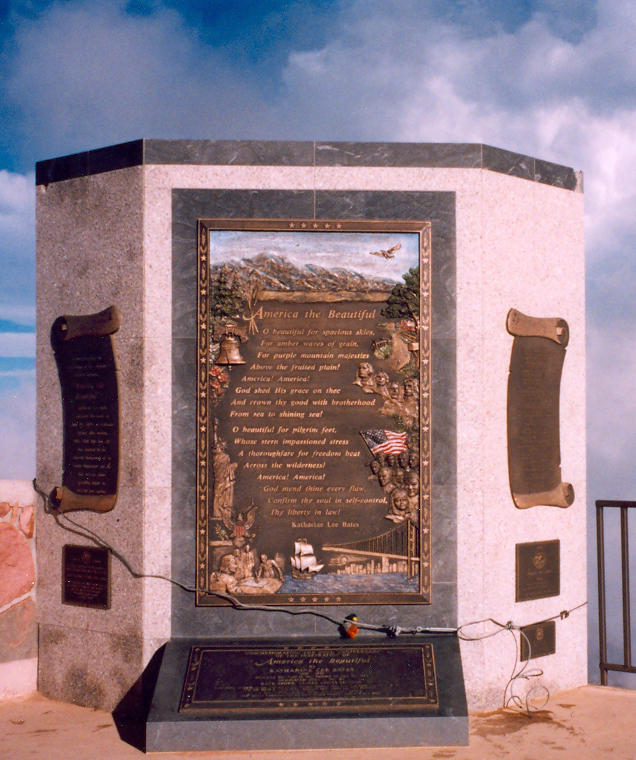
Plaquette op de top van Pikes Peak met de tekst van America the Beautiful

America the Beautiful is een Amerikaans vaderlandslievend lied.
De tekst is een gedicht van Katharine Lee Bates (1859-1929), hoogleraar Engelse letterkunde aan Wellesley College. In 1893 had ze een treinreis gemaakt naar Colorado Springs en tijdens de reis deed ze allerlei indrukken op van het landschap en de cultuur, die ze in de tekst van America the Beautiful verwerkte. In 1895 werd het gedicht, ter gelegenheid van de Fourth of July, gepubliceerd in het weekblad The Congregationalist. 
Het gedicht trok onmiddellijk de publieke aandacht. Meteen al maakte de Amerikaanse componist Samuel A. Ward een melodie. Ward zou niet lang genoeg leven om de enorme populariteit van het lied mee te maken. Die populariteit leidde in de jaren zestig tot pogingen om America the Beautiful aan te nemen als nationaal volkslied, naast of zelfs ter vervanging van The Star-Spangled Banner, maar deze pogingen liepen op niets uit.

## Tekst
O beautiful, for spacious skies,
For amber waves of grain,
For purple mountain majesties
Above the fruited plain!
America! America!  God shed His grace on thee,
And crown thy good with brotherhood, from sea to shining sea.
O beautiful, for pilgrim feet
Whose stern, impassioned stress
A thoroughfare for freedom beat
Across the wilderness!
America! America!  God mend thine ev'ry flaw;
Confirm thy soul in self control, thy liberty in law!
O beautiful, for heroes proved
In liberating strife,
Who more than self their country loved
And mercy more than life!
America! America!  May God thy gold refine,
'Til all success be nobleness, and ev'ry gain divine!
O beautiful, for patriot dream
That sees beyond the years,
Thine alabaster cities gleam
Undimmed by human tears!
America! America!  God shed His grace on thee,
And crown thy good with brotherhood, from sea to shining sea!